# Der verbotene Garten
Der verbotene Garten. Fragmente über D'Annunzio ist ein Schauspiel von Tankred Dorst, das am 5. März 1987 unter der Regie von Jaroslav Gillar im Stadttheater St. Gallen uraufgeführt wurde. Die deutsche Erstaufführung fand unter der Regie von Hans Neuenfels am 11. Februar 1988 in der Berliner Volksbühne statt.
Mit dem verbotenen Garten meint Dorst jenen Wohnsitz Il Vittoriale degli italiani am Gardasee, auf dem der Besitzer Gabriele D’Annunzio seine letzten Jahre verlebte.

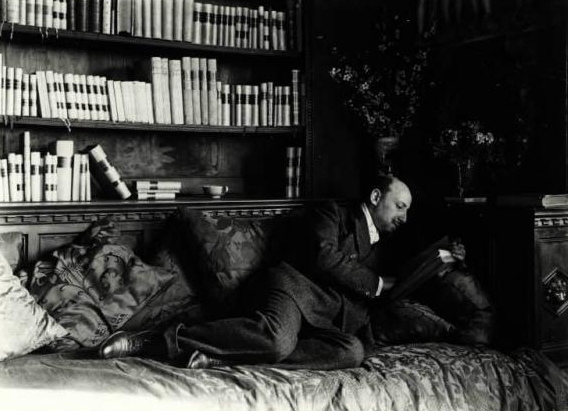
D’Annunzio liest
(Foto: Mario Nunes Vais vor 1932)

## Fragmente
Aus den Fragmenten sind unten einige skizziert, wenn sie so etwas wie eine Handlung erkennen lassen beziehungsweise, wenn eine Relation zur Biographie D’Annunzios als erwiesen erscheint.
Io ho quel che ho donato , Todestanz, Teich der Tänze
Eine alte beinamputierte Säuferin ist auf zwei Holzkrücken mit einer prall gefüllten großen Aktentasche – über die Brust geschnallt – ins Mausoleum gehumpelt und wünscht eine Audienz bei dem alten D'Annunzio. Der Schöngeist hält sich vor der Besucherin verborgen. Auf der Suche nach Gabri, wie sie den Alten bei seinem Vornamen ruft, schleppt sie sich durch den verbotenen Garten. Gabriele verlässt sein Versteck und schleicht sich im Garten an sie heran. „Gabri!“ ruft ihn die Alte wieder; diesmal mit der Stimme der jugendlichen Contessa. Gabriele rutscht vor Schreck aus, fällt eine steile Böschung hinab, bleibt unten im Bachlauf liegen und sieht eine erstaunliche Szene – die letzte in seinem Leben. Die Alte hat ihre Krücken weggeworfen, steht sicher auf ihrem einen Bein im flachen Gartenteich und verstreut Rosenblätter aus ihrer Aktentasche; greift wieder und wieder in die Vollen. Gabriele stirbt bei diesem Anblick.
Die junge Contessa Carlotta hatte ihren Gabri geliebt. Ohne Koffer hatte sie ihren Mann verlassen. Es war wohl eine einseitige Liebe gewesen. D'Annunzio hatte die junge Frau als Stella in einem seiner Bücher verewigt. Gute Bekannte hatten Carlotta in der Figur der Stella mühelos erkannt. Es kam, wie es kommen musste. Der Conte Rudolf – das war Carlottas Ehemann – fordert von Gabri Genugtuung. Das Pistolenduell findet in jenem flachen Gartenteich statt. Rudolf stirbt. Carlotta ist frei. Schamlos bietet sie sich Gabri nackt auf einer schmutzigen Matratze an. Doch der berühmte Ästhet hat sich vor ihr versteckt. Die Contessa entdeckt das Guckloch des Voyeurs. Gabri überschüttet Carlotta mit Rosenblättern – wie er die Andere, eine Vierzehnjährige, mit Rosenblättern überschüttet. Zwischendurch ohrfeigt und küsst er die Contessa, die unter Rosenblättern förmlich erstickt.
Das Schiff, Fliegerhaube
Der Duce will an die Macht. Sein Mentor gibt ihm Hinweise zum Verhalten bei Ansprachen. Sollte die Masse mit abgehackten Satzungeheuern oder doch lieber mittels Sprachgewalt gefesselt werden? Der faschistische Gruß wird herausgearbeitet und geübt; der Schlachtruf „Eia, eia alalà!“ wird geprobt. Unerschrocken überspielt der kleinwüchsige Duce seine Bedenken wegen der Körpergröße: „Mögen sie [das Publikum] doch lachen. Nur einen lächerlichen Tod darf man nicht sterben.“ Die Zurschaustellung seines späteren Todes ist allerdings fürchterlich. Dorst schreibt: „Oben auf der Zuschauertribüne hat man an einer Eisenstange den Duce aufgehängt, mit dem Kopf nach unten.“
La Divina, Kunst
„Die Göttliche“ nennt D’Annunzio seine Gefährtin Eleonora Duse. Der Condottiere, als der sich D’Annunzio gerne sieht, nötigt sie zu einer Nordamerika-Tournee. Dabei kann sie keinen seiner Texte behalten. Schon früher, als sie in seinen Dramen in Italien auftrat, war sie beim Publikum nicht angekommen. D'Annunzio lässt das alles nicht gelten. Er wirft der Duse ihr Alter vor – er ist fünf Jahre jünger – und feuert die begnadete Schauspielerin gnadenlos an.

## Form
Dorst lässt in mehreren Fragmenten D’Annunzio zu Wort kommen. In einer Hochsprache teilt der Erzähler sein Befinden mit. So beobachtet er, wie „sich alle Dinge wandeln… Ein einziges ist unverrückbar: mein Mut.“
Der Wahrheitsgehalt mancher Behauptungen lässt sich höchstens erraten. D’Annunzio sehnt sich nach dem jungen Menschen (Fragment „Lebenszeichen“). Den Beweis seiner Liebesfähigkeit erbringt er sogleich; zumindest in Worten. Erst am Morgen sei eine junge Frau gekommen. Er habe sie beglückt. Das lächelnde junge Mädchen im Fragment „Der leere Spiegel“ lächelt zu dem Betreff nur. Oder jener junge Mann, der D’Annunzio aufsucht, fragt, warum der Hausherr den Garten so hoch ummauert habe. D’Annunzio erwidert, „man“ wolle ihn von der Welt fernhalten. Sein Doppelgänger, dieser um etliche Jahre jüngere Laude, trete immer einmal vor das Tor und täusche Jugendlichkeit vor.
Manches Biographische wird ein paar Mal vorgebracht, behält jedoch dokumentarischen Charakter. Zum Beispiel wird die Geschichte aus dem Ersten Weltkrieg wiederholt erzählt, in der D’Annunzio mit dem Doppeldecker aufsteigt und eigenhändig in Deutsch geschriebene politische Tagesparolen über dem feindlichen Wien abwirft.

## Rezeption
- Hensel nennt im Nachwort die Fragmente mythisierend. Mit D’Annunzio greife Dorst ein Modethema der 1980er Jahre – die Selbstinszenierung des Künstlers – auf. Für den Ästheten sei – nach Nietzsche – das Leben nichts und die Kunst alles.[11]

### Ausgaben
- Der verbotene Garten. Fragmente über D'Annunzio. Mit Fotos von Hella Berent. Carl Hanser, München 1983. Edition Akzente. 116 Seiten
- Der verbotene Garten. Fragmente über D'Annunzio. S. 87–165 in Tankred Dorst. Wie im Leben wie im Traum und andere Stücke. Mitarbeit Ursula Ehler. Werkausgabe 5 (Inhalt: Eisenhans.[12] Der verbotene Garten. Ich, Feuerbach. Grindkopf. Korbes. Karlos. Wie im Leben wie im Traum). Nachwort: Georg Hensel. Suhrkamp Verlag, Frankfurt am Main 1990 (1. Aufl.), ISBN 3-518-40217-X (Verwendete Ausgabe).

### Sekundärliteratur
- Peter Bekes: Tankred Dorst. Bilder und Dokumente. edition spangenberg, München 1991, ISBN 3-89409-059-6
- Heinz Ludwig Arnold (Hrsg.): text + kritik Heft 145: Tankred Dorst. Richard Boorberg Verlag, München im Januar 2000, ISBN 3-88377-626-2
- Gero von Wilpert: Lexikon der Weltliteratur. Deutsche Autoren A–Z. Stuttgart 2004, ISBN 3-520-83704-8, S. 126, linke Spalte